# Nair Almeida
Nair Filipe Pires de Almeida (født 23. januar 1984) er en angolansk håndboldspiller. Hun deltog i Sommer-OL 2004 i Athen og i VM i håndbold 2005. I 2007 deltog hun i VM i håndbold for Angola som kom på en 7. plads, hvor Almeida scorede 57 mål og blev nummer seks på listen over topscorer. Hun spillede for Angola under Sommer-OL 2008 i Beijing.